# Долбёнкинское сельское поселение
Долбёнкинское се́льское поселе́ние — муниципальное образование в Дмитровском районе Орловской области России.
Административный центр — село Долбёнкино.

## История
Долбенкинский сельсовет был образован в первые годы советской власти. С 1928 года в составе Дмитровского района.
Статус и границы сельского поселения установлены Законом Орловской области от 19 ноября 2004 года № 447-ОЗ «О статусе, границах и административных центрах муниципальных образований на территории Дмитровского района Орловской области».

## Состав сельского поселения
| №  | Населённый пункт | Тип населённого пункта       | Население |
| -- | ---------------- | ---------------------------- | --------- |
| 1  | Артель-Труд      | посёлок                      | ↗159      |
| 2  | Васильевский     | посёлок                      | ↗4        |
| 3  | Высокий          | посёлок                      | →1        |
| 4  | Долбенкино       | село, административный центр | ↘51       |
| 5  | Кирпичный        | посёлок                      | ↘8        |
| 6  | Новоалексеевский | посёлок                      | ↘1        |
| 7  | Новомихайловский | посёлок                      | ↘4        |
| 8  | Новый Колодец    | посёлок                      | ↘4        |
| 9  | Озёрки           | посёлок                      | ↘1        |
| 10 | Опека            | посёлок                      | ↗22       |
| 11 | Паньшино         | посёлок                      | ↘11       |
| 12 | Речица           | посёлок                      | ↗12       |
| 13 | Трофимово        | деревня                      | ↘4        |
| 14 | Ферезёво         | деревня                      | ↘1        |
| 15 | Харланово        | село                         | ↘26       |

### Упразднённые населённые пункты
- Кочки (посёлок)
- Марков (посёлок)
- Петровский (посёлок)
- Пролетарский (посёлок)

## Население
| 2002 | 2010 | 2012 | 2013 | 2014 | 2015 | 2016 |
| ---- | ---- | ---- | ---- | ---- | ---- | ---- |
| 417  | ↘314 | ↘293 | ↘287 | ↗288 | ↘278 | ↘265 |
| 2017 | 2018 | 2019 | 2020 | 2021 | 2023 |      |
| ↘250 | ↘245 | ↘233 | ↘226 | ↗233 | ↗250 |      |

## Экономика
На территории Долбенкинского сельсовета с 1930-х годов действовали колхозы имени XXI съезда КПСС, имени Карла Маркса, имени Крупской, «Ленинская правда».